# ان‌تی‌وی
ان‌تی‌وی (انگلیسی: NTV) شرکت رسانه‌ای روس است، که در سال ۱۹۹۳ تأسیس شد.